# Disphragis otiosa
Disphragis otiosa är en fjärilsart som beskrevs av William Schaus 1906. Disphragis otiosa ingår i släktet Disphragis och familjen tandspinnare. Inga underarter finns listade i Catalogue of Life.